# Кетрисанівська сільська рада
| Кетрисанівська сільська рада — колишній орган місцевого самоврядування у Бобринецькому районі Кіровоградської області з адміністративним центром у с. Кетрисанівка. Сільській раді були підпорядковані населені пункти: - с. Кетрисанівка |

- колишній населений пункт Барвінківка

## Склад ради
Рада складалася з 14 депутатів та голови.

### Керівний склад ради
| ПІБ                           | Основні відомості                                                 | Дата обрання | Дата звільнення |
| ----------------------------- | ----------------------------------------------------------------- | ------------ | --------------- |
| Ляховський Олег Юрійович      | Сільський голова, 1966 року народження, освіта, безпартійний      | 26.03.2006   | 31.10.2010      |
| Червоняк Олександр Васильович | Сільський голова, 1957 року народження, освіта вища, безпартійний | 31.10.2010   |                 |

Примітка: таблиця складена за даними джерела

## Населення
Згідно з переписом УРСР 1989 року чисельність наявного населення сільської ради становила 1606 осіб, з яких 708 чоловіків та 898 жінок.
За переписом населення України 2001 року в сільській раді мешкало 1408 осіб.

### Мова
Розподіл населення за рідною мовою за даними перепису 2001 року:
| Мова       | Відсоток |
| ---------- | -------- |
| українська | 96,58 %  |
| російська  | 2,14 %   |
| молдовська | 1,00 %   |
| білоруська | 0,21 %   |
| гагаузька  | 0,07 %   |